# Polypodiodes chinensis
Polypodiodes chinensis là một loài thực vật có mạch trong họ Polypodiaceae. Loài này được (H. Christ) S.G. Lu miêu tả khoa học đầu tiên năm 1999.